# Навика
Навика је научени, током развоја личности, стечени облик понашања у различитим сферама живота појединца. Формира се дуготрајним понављањем према законима ефекта због чега се повезује и са процесом условљавања. Зависи од увежбаности, мотивације организма и величине поткрепљења. Осим моторичких, постоје и сложенији облици навика који дају обележје типичног понашања личности. Навике могу утицати и на начин мишљења, посебно на вредновање по естетским, моралним и другим критеријумима. Често се срећу као последица употребе различитих стимулативних средстава те постоје типични ритуали, а често и поремећаји понашања, посебно у сфери васпитања и социјалног живота.